# Panzeria incisa
Panzeria incisa là một loài ruồi trong họ Tachinidae.